# Tacògraf

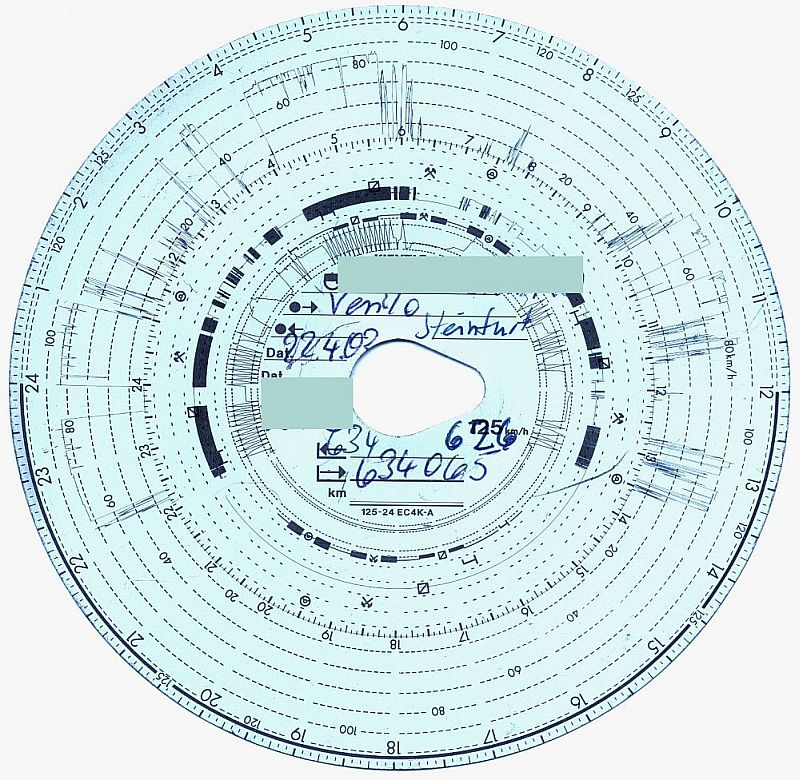
Disc d'un tacògraf

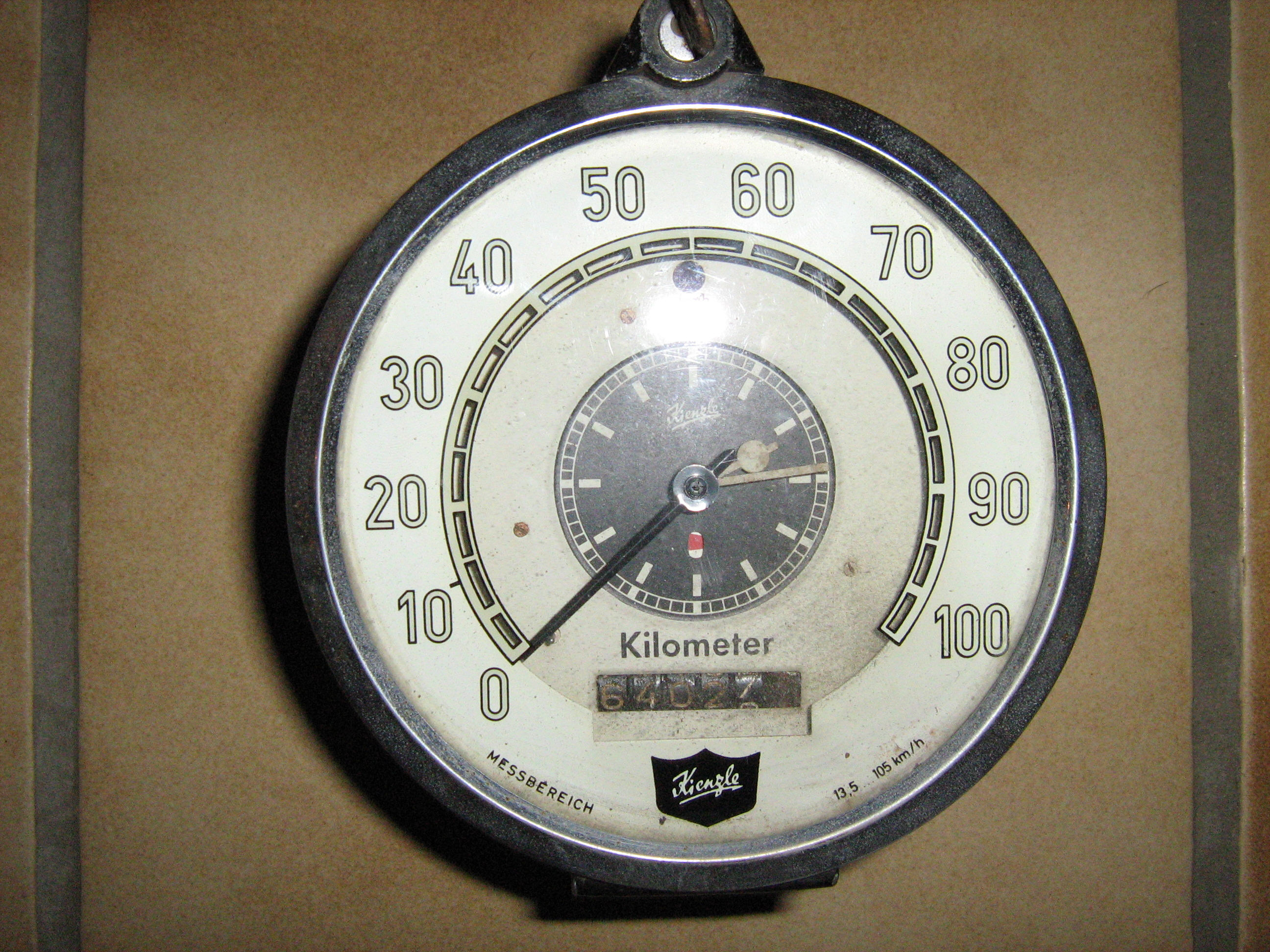
Antic tacògraf alemany

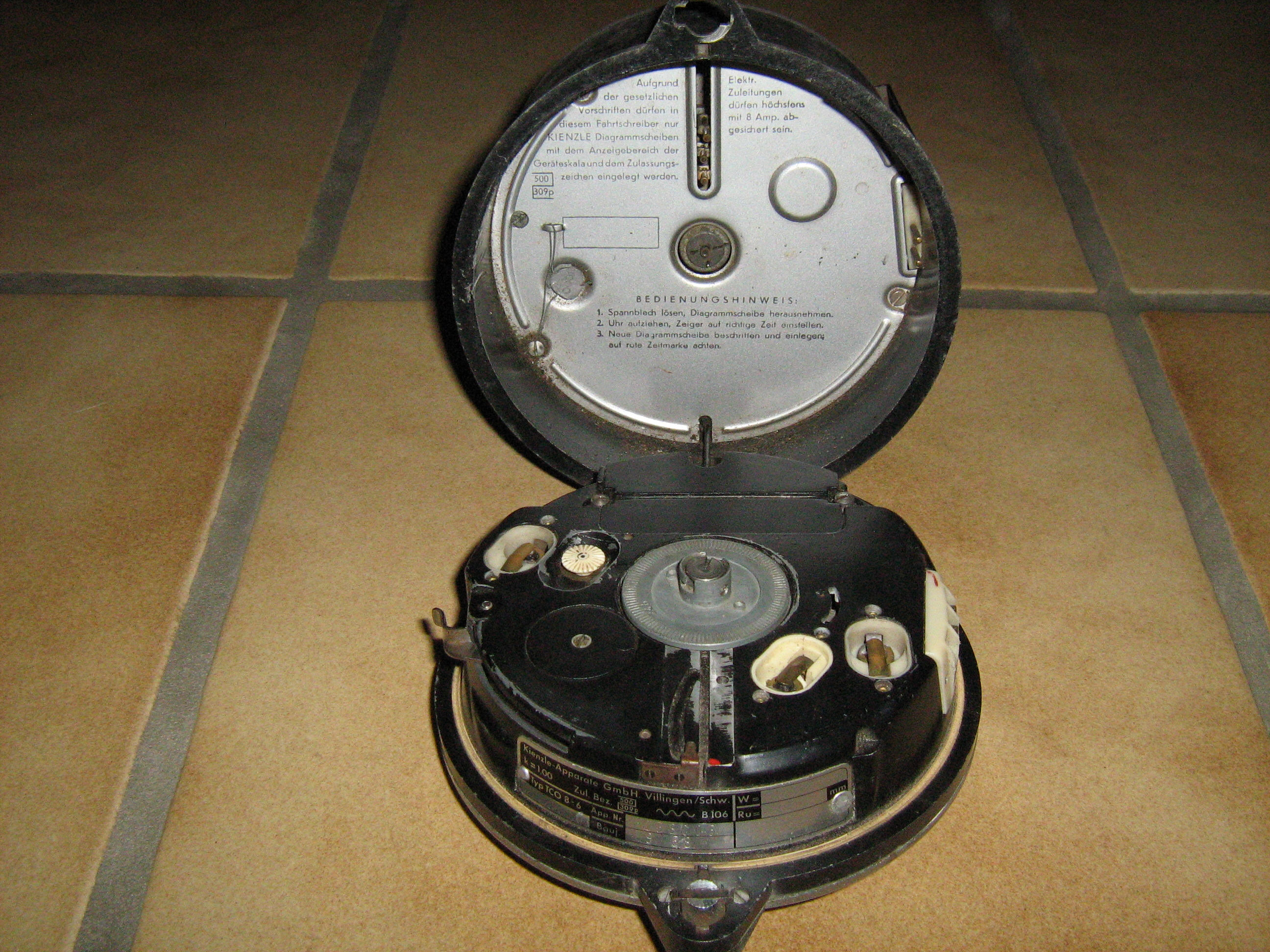
Tacògraf obert (mostrant l'interior)

Un  tacògraf  és un dispositiu electrònic que registra diversos successos originats en un vehicle durant la seva conducció. Aquest vehicle pot pertànyer al transport terrestre (de càrrega o de passatgers) o ferroviari. Els successos que registra un tacògraf normalment són: velocitat (mitjana i màxima), RPM, quilòmetres recorreguts, acceleracions i frenades brusques, temps de ralentí (període durant el qual el vehicle està detingut amb el motor en marxa), entre d'altres. Aquestes dades, segons el tacògraf, poden ser recopilades per un ordinador i emmagatzemats en una base de dades o imprimir-se en forma de gràfics per a la seva posterior anàlisi.
Els conductors i els seus ocupadors estan obligats legalment a enregistrar amb precisió les seves activitats, conservar els registres (els arxius de la memòria interna i de les targetes del conductor) i produir-los sota demanda a les autoritats de transport que s'encarreguen de fer complir les normes que regulen els temps de conducció i descans dels conductors .
També s'utilitzen en el món marítim, per exemple a través de la Comissió Central per a la Navegació del Rin.
El terme prové del grec τάχος  (Takhar):  'rapidesa', i γράφος  (grafs) , de l'arrel de γράφειν  (Grafein):  'escriure'.

## Orígens
Inicialment, els tacògrafs es van incloure en els ferrocarrils, per tal de poder captar qualsevol irregularitat. La inventora del tacògraf, va ser Max Maria von Weber, enginyera i autora. El tacòmetre de Daniel, és conegut en ferrocarrils des de 1844. El gravador d'esdeveniments Hasler, va ser introduït en la dècada de 1920.

## Tacògraf analògic
La majoria dels tacògrafs produïts abans de l'1 de maig de 2006 eren del tipus analògic. Posteriorment, els models dels capçals de tacògrafs analògics seran de disseny modular, permetent així que el cap s'adhereixi a una ranura estàndard DIN al tauler del vehicle. Això, permetrà una actualització relativament senzilla dels models digitals que es van fabricar a les mateixes dimensions físiques.

## Tacògraf digital
Des de l'1 de gener de 2006 tots els vehicles de transport per carretera matriculats per primera vegada a Espanya i que per les seves característiques estiguin obligats a instal·lar tacògraf, han de muntar el nou tacògraf digital. Aquest nou tacògraf conté la informació de la conducció de, com a mínim, els últims tres mesos en la memòria del mateix tacògraf i, a més, dels últims 31 dies en el xip de la targeta del conductor. Aquesta targeta substitueix el disc-diagrama dels tacògrafs analògics.

## Bolcat de dades
Existeixen dos tipus de memòries que acumulen les dades de l'activitat del conductor. La primera és la de la Unitat Intravehicular i la segona és la targeta del conductor.
La tacografia és una eina que serveix per poder veure el comportament d'unitats mitjançant un disc diagrama que registra el següent: velocitat, revolucions per minut, kilòmetres recorreguts, parades o estàncies, frenat d'emergència, despesa de combustible, fores de ruta i temps exactes.

## Manipulació
Els tacògrafs poden ser manipulats de diverses maneres, com per exemple, retirar lleugerament el marcador, bloquejar el camí del braç amb un tros de goma o escuma, curtcircuitar la unitat durant períodes curts, evitant intencionadament la detecció del moviment d'engranatge amb un imant, o interrompre la font d'alimentació del tacògraf (analògic) amb un fusible bufat per a aturar l'operació completament sense registrar cap mena d'informació. També es poden manipular "oblidant" inserir el disc diagrama/targeta de conductor quan comença la tasca.
Un altre truc molt conegut és el "Ghosting" i consisteix en introduir falsa informació del controlador en un segon gràfic per donar l'aparença que hi ha un segon controlador present a la cabina per a recorreguts de llarga distància que no es poden completar dins del període de conducció diària d'un únic conductor.